# Henry Kapkiai
Henry Kimeli Kapkiai (27 giugno 1983) è un ex maratoneta keniota.

## Competizioni internazionali
2004
- Argento alla Maratona di Ostenda ( Ostenda) - 2h13'37"
- Oro alla Maratona di Cracovia ( Cracovia) - 2h16'52"

2005
- Oro alla Maratona di Graz ( Graz) - 2h13'20"
- 4º alla Maratona di Treviso ( Treviso) - 2h14'20"

2006
- Argento alla Maratona di Torino ( Torino) - 2h10'40"
- 5º alla Maratona di Xiamen ( Xiamen) - 2h11'33"

2007
- 5º alla Maratona di Toronto ( Toronto) - 2h13'50"
- 15º alla Maratona di Parigi ( Parigi) - 2h16'09"

2008
- Bronzo alla Maratona di Roma ( Roma) - 2h10'16"
- 16º alla Maratona di Eindhoven ( Eindhoven) - 2h15'43"

2009
- 17º alla Maratona di Roma ( Roma) - 2h16'57"
- 5º alla Maratona di Gyeongju ( Gyeongju) - 2h13'03"

2010
- 10º alla Maratona di Dalian ( Dalian) - 2h17'01"
- 6º alla Maratona di Surat Thani ( Surat Thani) - 2h25'11"

2012
- 12º alla Maratona di Dongying ( Dongying) - 2h24'28"